# Emmanuel Mounier
Emmanuel Mounier, född 1 mars 1905 i Grenoble, död 23 mars 1950 i Paris, var en fransk filosof.
Mounier var en frontfigur i den franska personalistiska rörelsen, och grundade tidskriften 'Esprit', där han även var redaktör, som är ett centralt organ för personalismen. År 1929 blev han influerad av den franske författaren Charles Péguy, till vilken han tillskrev inspirationen för den personalistiska rörelsen.